# Compagnie étrangère de ravitaillement par air
La compagnie étrangère de ravitaillement par air ou CERA est une unité éphémère de la Légion étrangère qui combattit durant la guerre d'Indochine.
Elle est créée le 1er janvier 1951 à partir de la compagnie de ravitaillement par air (CRA) de la base aéroportée nord (BAPN). Stationnée à Bac Mai et chargée de fournir le soutien logistique de celle-ci, elle est constituée de 120 légionnaires et de 70 autochtones.
Dissoute, elle devint le 1er septembre 1951 la compagnie de ravitaillement par air des forces terrestres du Viet Nam (CRA/FTVN)

## Sources et bibliographie
- Henri Mire, Histoire des parachutistes français : la guerre para de 1939 à 1979, Paris, A. Michel, 1980, 392 p. (ISBN 978-2-226-00890-9, OCLC 6774791).